# Europejska Nagroda Muzyczna MTV dla najlepszego francuskiego wykonawcy
Europejska Nagroda Muzyczna MTV dla najlepszego francuskiego wykonawcy – nagroda przyznawana przez redakcję MTV Francja podczas corocznego rozdania MTV Europe Music Awards. Nagrodę dla najlepszego francuskiego wykonawcy po raz pierwszy przyznano w 2000 r. O zwycięstwie decydują widzowie za pomocą głosowania internetowego i telefonicznego (smsowego).

## Laureaci oraz nominowani do nagrody MTV
| Rok  | Laureat           | Nominowani                                                         |
| ---- | ----------------- | ------------------------------------------------------------------ |
| 2000 | Modjo             | - Laurent Garnier - Phoenix - Saïan Supa Crew - Bob Sinclar        |
| 2001 | Manu Chao         | - Daft Punk - Demon - St Germain - Supermen Lovers                 |
| 2002 | Indochine         | - David Guetta - MC Solaar - Pleymo - Saïan Supa Crew              |
| 2003 | Kyo               | - Berenice - Jenifer - One-T - Bob Sinclar                         |
| 2004 | Jenifer           | - Calogero - Corneille - IAM - Luke                                |
| 2005 | Superbus          | - Amel Bent - Kyo - Raphael - Sinik                                |
| 2006 | Diam’s            | - 113 - Rohff - Olivia Ruiz - Bob Sinclar                          |
| 2007 | Justice           | - Booba - Fatal Bazooka - Bob Sinclar - Soprano                    |
| 2008 | Zaho              | - BB Brunes - Feist - David Guetta - Sefyu                         |
| 2009 | Orelsan           | - David Guetta - Rohff - Olivia Ruiz - Sliimy                      |
| 2010 | Pony Pony Run Run | - Ben l’Oncle Soul - David Guetta - Phoenix - Sexion d’Assaut      |
| 2011 | La Fouine         | - Ben l’Oncle Soul - David Guetta - Martin Solveig - Soprano       |
| 2012 | Shaka Ponk        | - Irma - Orelsan - Sexion d’Assaut - Tal                           |
| 2013 | Shaka Ponk        | - C2C - Daft Punk - Maître Gims - Tal                              |
| 2014 | Indila            | - Casseurs Flowters - Christine and the Queens - Julien Doré - Tal |
| 2015 | Black M           | - Christine & The Queens - Fréro Delavega - The Avener - The Dø    |
| 2016 | Amir              | - Fréro Delavega - Jain - Maître Gims - Nekfeu                     |
| 2017 | Amir              | - Feder - MHD - Petit Biscuit - Soprano                            |
| 2018 | BigFlo & Oli      | - Louane - Dadju - Vianney - OrelSan                               |
| 2019 | Kendji Girac      | - Aya Nakamura - Dadju - DJ Snake - Soprano                        |